# Kerstin Reisenhofer
Kerstin Reisenhofer (* 28. September 1979 in Braunau am Inn) ist eine ehemalige österreichische Skirennläuferin aus Schalchen in Oberösterreich. Sie wurde 1999 Juniorenweltmeisterin in der Abfahrt und 2000 Österreichische Staatsmeisterin in dieser Disziplin.

## Biografie
Reisenhofer startete für den Skiclub TVN Wels/Oberösterreich. Ihre Spezialdisziplinen waren Abfahrt und Super-G.
Sie nahm an drei Juniorenweltmeisterschaften teil. 1997 in Schladming belegte sie in der Abfahrt den vierten Rang, 1998 gewann sie die Silbermedaille im Super-G. 1999 wurde sie Weltmeisterin in der Abfahrt und belegte noch zusätzlich den dritten Rang im Super-G sowie in der Kombination. In der Saison 1999/2000 gewann sie die Gesamtwertung im Abfahrts-Europacup. Auf Grund der guten Leistungen im Europacup durfte sie bei den Weltcuprennen im Februar 2000 in Innsbruck starten. Gleich bei ihrem ersten Rennen gewann sie als 21. ihre ersten Weltcuppunkte in der Abfahrt. Das beste Ergebnis erreichte sie wenige Tage später in der Abfahrt von Lenzerheide als Siebte. Im selben Jahr wurde sie österreichische Staatsmeisterin in der Abfahrt.
Reisenhofer wurde in ihrer Karriere von zahlreichen Verletzungen zurückgeworfen. Im November 2000 stürzte sie beim Abfahrtstraining in Lake Louise schwer und zog sich einen Kreuzbandriss und Meniskusblessuren im rechten Knie zu. Im August 2003 erlitt sie beim Super-G-Training in Zermatt erneut einen Kreuzbandriss im selben Knie, der jedoch nicht operiert wurde. Beim Training in Copper Mountain im November 2003 folgte dann eine Knochenabsplitterung am rechten Unterschenkel. Auf Grund anhaltender Knieprobleme beendete sie bereits im Frühjahr 2004 mit 25 Jahren ihre Karriere.

## Erfolge

### Weltcup
- 3 Platzierungen unter den besten 30, davon 1 Platzierung unter den besten 10

### Europacup
- Saison 1998/1999: 10. Gesamtwertung, 2. Abfahrtswertung
- Saison 1999/2000: 6. Gesamtwertung, 1. Abfahrtswertung
- Saison 2002/2003: 12. Gesamtwertung, 2. Abfahrtswertung
- 11 Podestplätze, davon 5 Siege:

| Datum            | Ort               | Land       | Disziplin |
| ---------------- | ----------------- | ---------- | --------- |
| 26. Jänner 1999  | Zauchensee        | Österreich | Abfahrt   |
| 20. Jänner 2000  | Haus im Ennstal   | Österreich | Abfahrt   |
| 2. Februar 2000  | Villars-sur-Ollon | Schweiz    | Abfahrt   |
| 3. Februar 2000  | Villars-sur-Ollon | Schweiz    | Abfahrt   |
| 26. Februar 2003 | Innerkrems        | Österreich | Abfahrt   |

### Juniorenweltmeisterschaften
- Schladming 1997: 4. Abfahrt, 8. Slalom
- Megève 1998: 2. Super-G, 27. Slalom, 44. Riesenslalom
- Pra Loup/Le Sauze 1999: 1. Abfahrt, 3. Super-G, 3. Kombination, 19. Riesenslalom, 27. Slalom

### Weitere Erfolge
- Österreichische Staatsmeisterin in der Abfahrt 2000
- 1 Sieg in FIS-Rennen (Abfahrt in Bardonecchia 2003)